# Non Phixion
A Non Phixion (ejtsd Non Fiksön) 1995-ben alakult New York-i hardcore hip-hop együttes.
1994 végén Mc Serch felkarolta Sabac Redet és összeállt DJ Eclipse és Ill Bill-el (La Coka Nostra/ Heavy Metal Kings) ezáltal létrehozták a Non Phixion csapatott.

## Diszkográfia

### Stúdióalbumok
- The Future Is Now (Uncle Howie, 2002)
- The Green CD (Uncle Howie, 2004)
- Nuclear Truth (nem jelent meg)

### Kislemezek
- Legacy (1995)
- 5 Boros (1997)
- 5 Boros (Remix) (1998)
- I Shot Reagan (1998)
- 2004 (1999)
- The Full Monty (1999)
- 14 Years of Rap (1999)
- Sleepwalkers (1999)
- Black Helicopters (2000)
- If You Got Love (2000)
- Rock Stars (2002)
- Drug Music (2002)
- Say Goodbye To Yesterday (2003)
- Caught Between Worlds (2004)
- We All Bleed (2004)
- Food (2004)